# Molí de les Flors
El Molí de les Flors és una obra del municipi de Saldes (Berguedà) inclosa en l'Inventari del Patrimoni Arquitectònic de Catalunya.

## Descripció
El molí de les flors està format per dues construccions adossades de migdia (una és de començaments de segle xix i l'altre de l'any 1861). Tenen tres pisos d'alçada més la planta baixa i són cobertes a quatre vessants amb el carener paral·lel a la façana. El cos de tramuntana queda obert a un petit pati i té una balconada d'arcs de mig punt. L'edificació de migdia, més moderna, té dos nivells de balcons decorats amb rajoles de ceràmica.

## Història
Construït l'any 1861 pel farmacèutic i ex-regidor de l'Ajuntament de Madrid Joan Trasserra fou centre d'una interessant explotació agrícola i forestal. El seu propietari, aprofitant la vella estructura del molí fariner del Ballut, construí una gran bassa i canal de pedra i a més amb la força de l'aigua feia funcionar el molí i regava l'explotació d'arbres fruiters. L'any 1914 fou reformada i modernitzada tota la maquinària amb la incorporació d'una turbina (marca Fay-Vallvé de Barcelona), dues moles (l'una per a farina de blat i l'altre per a pinso pels animals) i un escairador. La farinera va funcionar fins a l'any 1960 i conserva tota la maquinària.